# Mestocharis bimacularis
Mestocharis bimacularis is een vliesvleugelig insect uit de familie Eulophidae. De wetenschappelijke naam is voor het eerst geldig gepubliceerd in 1820 door Dalman.